# Proboj (Ljubuški, BiH)
Proboj je naseljeno mjesto u gradu Ljubuškom, Federacija BiH, BiH.

## Zemljopisni položaj i značajke
Naselje Proboj na zapadu graniči s Vitinom, na jugu s Otokom i Radišićima, na istoku s Radišićima, te na sjeveru s Lipnom. Površina mu je 707 ha, najviša kota 247 m, a najniža 74 m. Dijeli se na Donji i Gornji Proboj, a crkveno pripada župi Vitini, čiji je zaštitnik sv. Paškal Bajlonski. Naziv mjesta potječe od zemljopisnog termina kada se vjetar ili voda probijaju kroz prolaz ili udolinu. U slučaju Proboja radi se o Potočini koja teče malim kanjonom između probojske i radiške Gradine.

## Stanovništvo

### Popisi 1971. – 1991.
| Proboj             |              |              |            |
| godina popisa      | 1991.        | 1981.        | 1971.      |
| Hrvati             | 759 (98,69%) | 785 (98,61%) | 808 (100%) |
| Srbi               | 1 (0,13%)    | 1 (0,12%)    | 0          |
| Muslimani          | 0            | 0            | 0          |
| Jugoslaveni        | 4 (0,52%)    | 2 (0,25%)    | 0          |
| ostali i nepoznato | 5 (0,65%)    | 8 (1,00%)    | 0          |
| ukupno             | 769          | 796          | 808        |

### Popis 2013.
| Proboj             |            |
| godina popisa      | 2013.      |
| Hrvati             | 701 (100%) |
| Srbi               | 0          |
| Bošnjaci           | 0          |
| ostali i nepoznato | 0          |
| ukupno             | 701        |

## Povijest
U Proboju se na više lokaliteta (blizu Tolića kuća, na Solinama, blizu Rosinih kuća velika Kapetanova gomila i dr.) nalaze kamene grobne gomile. Osim njih, naseljenosti Proboja u brončanom i željeznom dobu svjedoče i ostatci pretpovijesne gradine površine 7.530 m2 čiji se kameni zidovi nalaze na koti 188 m iznad Donjeg Proboja na predjelu zvanom Gradina. Sjevernije od današnje magistralne ceste Čapljina - Ljubuški - Imotski prolazila je rimska cesta Salona - Narona. Preko Potočine prolazila je kamenim mostom (na mjestu današnje gostionice Kula) čiji su lukovi bili vidljivi do gradnje magistralne ceste. Miljokaz careva Vibija i Voluzijana pronađen u Proboju (danas u Muzeju Hercegovina u Mostaru) svjedoči o popravljanju ove ceste u 3. stoljeću. Ostatci antičkog naselja ili poljoprivrednog imanja postoje na mjestu današnjeg groblja, a 1960-ih su na istom mjestu otkriveni ostatci starokršćanskog oratorija iz 5. – 6. stoljeća čije je dimenzije 9×4,5 m premjerio tadašnji župnik fra Vojislav Mikulić. Blizu donjeg izvora potoka Drage pronađeni su ostatci kamene cijevi kojom su Rimljani opskrbljivali vodom obližnji kompleks na čestici Odžaci u Radišićima. O Proboju u srednjem i novom vijeku nema puno izvora. Poznato je još postojanje četverolučnog kamenog mosta preko Vrioštice, dugog 20 m i širok 3,5 m čiji ostatci nisu sačuvani.
U popisu biskupa fra Marijana Bogdanovića 1768. Proboj je imao 55 žitelja: 37 odraslih i 18 djece (navode se u izvornim oblicima, s brojem odraslih i brojem djece): Alilovich Bartholomaeus 4, 2; Alilovich Joannes 3, 2; Alilovich Matthaeus 2, 2; Alilovich Michael 4, 5; Borasovich Andreas 3, 3; Borasovich Matthaeus 4, 2; Borasovich Paulus 3, 2; Paraçikovich Antonius 7, 0; Primoraz Joannes 4, 0; Vukoevich Joannes 3, 0.

## Poznate osobe
- Ružica Ćavar, hrv. i katolička humanitarka i aktivistica[4]
- fra Ljubo (Mate) Čuvalo, hrvatski katolički svećenik, visoki franjevački dužnosnik, novinar i urednik, iseljenički kulturni djelatnik
- Kamilo Čuvalo  (1937. – 2010.), domoljub i dugogodišnji organizator zavičajnog života Hercegovaca u Hrvatskoj
- Raveno Čuvalo
- Ante Čuvalo (1944.), hrvatski povjesničar i publicist
- fra Mladen Čuvalo (1939. – 1991.), hrvatski katolički svećenik i kulturni djelatnik